# Liste der Monuments historiques in Plouézec
Die Liste der Monuments historiques in Plouézec führt die Monuments historiques in der französischen Gemeinde Plouézec auf.

## Liste der Bauwerke
| Bezeichnung | Beschreibung                  | Standort           | Kennzeichnung | Schutzstatus | Datum | Bild |
| ----------- | ----------------------------- | ------------------ | ------------- | ------------ | ----- | ---- |
| Herrenhaus  | Erbaut im 16./17. Jahrhundert | Goasfroment (Lage) | PA22000047    | Inscrit      | 2016  |      |

## Liste der Objekte

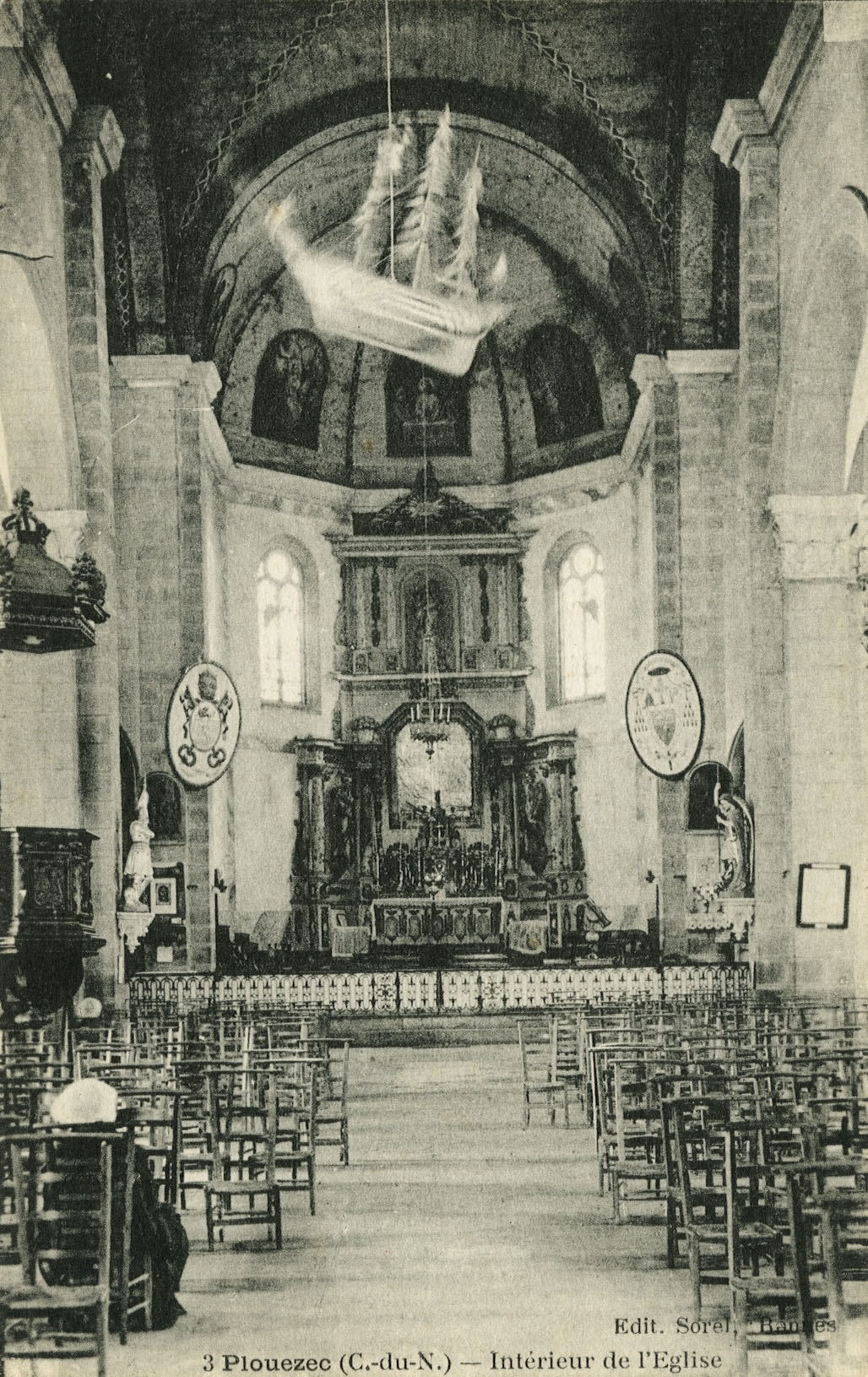
Altar (um 1700) der Kirche St-Pierre

- Monuments historiques (Objekte) in Plouézec in der Base Palissy des französischen Kultusministeriums